# Tylototriton hainanensis
Tylototriton hainanensis é uma espécie de anfíbio caudado pertencente à família Salamandridae. Endêmica da ilha de Hainan (China).